# Uncastillo
Uncastillo – gmina w Hiszpanii, w prowincji Saragossa, w Aragonii, o powierzchni 230,87 km². W 2011 roku gmina liczyła 731 mieszkańców.